# Совет по контролю за прессой
Совет по контролю за прессой был создан в 1990 году при Министерстве внутренних дел Литовской Республики, но уже с 17 марта 1992 года он работал при Министерстве юстиции Литовской Республики.

## Функции Совета
Совет по контролю за прессой зарегистрировал все вновь учреждаемые газеты, журналы, издательства, радио, телестанции, информационные агентства и другие средства массовой информации (СМИ). Совет по контролю за прессой имел право отказать в регистрации средства массовой информации по следующим причинам: в заявлении не были указаны все необходимые или же были указаны неверные данные; заявление было зарегистрировано недееспособным лицом или лицом, осужденным за тяжкое преступление; название СМИ повторяло название уже существующего издательства; заявитель не платил государственную пошлину.
Совет по контролю за прессой также следил за соблюдением средствами массовой информации "Закона Литовской Республики о печати и других средствах массовой информации". За несоблюдение статьи 6 этого закона, Совет по контролю за прессой имел право приостанавливать и даже прекращать деятельность средств массовой информации. Так же деятельность СМИ могла быть прекращена, если информационное средство грубо нарушало закон и это повлекло или могло повлечь серьезные последствия и в случае, когда СМИ не работало более одного года. Деятельность средств массовой информации могла быть прекращена не позднее трех месяцев со дня возникновения приведших к этому обстоятельств. Деятельность считалась прекращенной, если издательство не обжаловало решение Комиссии по контролю за прессой в течение 10 дней в суде.
Комиссия по контролю за прессой имела право рассматривать дела и налагать взыскания в соответствии Кодексом Литовской Республики об административных правонарушениях за распространение незарегистрированных средств массовой информации, за грубые нарушения правил оформления бланков бухгалтерских документов; за нарушение правила хранения информации, опубликованной в общедоступных средствах массовой информации; и рекламы, запрещенной к публикации в общедоступных средствах массовой информации.
Совет контроля за прессой до 1996 г. прекратил деятельность нескольких газет и вынес более 700 предупреждений — в основном за нарушения журналистской этики, несмотря на то, что официально принятого Кодекса журналистской этики в Литве не существовало. В 1995 году Совет по контролю за прессой был переименован в "Совет по средствам общественной информации", а в 1996 году, после принятия Закона об общественной информации, и вовсе был упразднён.